# Ridderorden in Barbados
Het Koninkrijk Barbados kent enkele eigen Ridderorden, deze zijn onderdeel van de
- Orde van Barbados.

Deze in 1985 ingestelde Ridderorde omvat de
- Orde van Sint-Andreas de Eerstgeroepene (Engels:"Order of St.Andrew")  1980

en de
- Orde van de Broeders van de Eer of "Companions of Honour of Barbados".

Het eiland gebruikt verder de Ridderorden van het Verenigd Koninkrijk. Waarbij de
- Orde van Sint-Michaël en Sint-George (voor zeer hoge functionarissen)

en de
- Orde van het Britse Rijk (een veel verleende onderscheiding met zes graden)

worden toegekend. Verder zijn er eigen Barbadiaanse onderscheidingen, deel van de Orde van Barbados, zoals de
- Kroon van Verdienste in Goud (Engels:"Crown of Merit in Gold")

en de
- Kroon van Verdienste in Zilver (Engels:"Crown of Merit in Silver")